# 神戸市立本山第三小学校
神戸市立本山第三小学校（こうべしりつ もとやまだいさんしょうがっこう）は、兵庫県神戸市東灘区本山中町に所在する公立小学校。

## 沿革
- 1955年（昭和30年）4月1日 - 神戸市立本山第一小学校から分離開校。
- 1995年（平成7年）1月17日 - 阪神・淡路大震災発生。児童6名死亡。校舎2棟のうち1棟が全壊。約2500人が避難。[1]
- 1996年（平成8年）1月17日 - しだれ梅植樹。『みんなの心の木』と名付けられる。
- 1997年（平成9年）8月 - 新校舎完成。

## 学校行事
- 運動会
- 音楽会　- 音楽祭
- 書初め大会

## 通学区域
神戸市東灘区
- 神戸市立本山中学校
  - 甲南台、本山町（中野・森）、本山北町1丁目・4丁目（4番1～3号・5番23～25号・9番16～27号・10番・11番・12番4～12号・14番38号[3]～49号を除く）、森北町1 - 7丁目
- 神戸市立本山南中学校
  - 本山中町1 - 2丁目、森南町1 - 3丁目

## 交通
- 神戸市バス 43系統 本山第三小学校前より

## 校区内の主な施設
- 甲南女子大学
- 甲南女子中学校・高等学校
- 中野北公園
- 森公園

## 通学区域が隣接している学校
- 神戸市立東灘小学校
- 神戸市立本山南小学校
- 神戸市立本山第一小学校
- 神戸市立本山第二小学校
- 神戸市立六甲山小学校
- 神戸市立有馬小学校
- 芦屋市立山手小学校